# Trofee Maarten Wynants 2014
La 1re édition du Trofee Maarten Wynants a eu lieu le 17 mai 2014. La course fait partie du calendrier international féminin UCI 2014 en catégorie 1.2 et de la Lotto Cycling Cup pour Dames 2014. La course est remportée par la Belge Maaike Polspoel.

## Classements

### Classement final
| \| Classement général \| Classement général \| Classement général \| Classement général \| Classement général \| \| Coureur \| Coureur \| Pays \| Équipe \| Temps \| \| ------------------ \| ------------------------ \| ------------------ \| --------------------------- \| ------------------ \| \| 1re \| Maaike Polspoel \| Belgique \| Belgique \| 2 h 45 min 30 s \| \| 2e \| Amy Cure \| Australie \| Lotto Belisol Ladies \| + 1 s \| \| 3e \| Liesbet De Vocht \| Belgique \| Lotto Belisol Ladies \| + 3 s \| \| 4e \| Lotta Lepistö \| Finlande \| Bigla \| + 3 s \| \| 5e \| Daniela Gaß \| Allemagne \| Autoglas Wetteren \| + 3 s \| \| 6e \| Martina Zwick \| Allemagne \| Bigla \| + 3 s \| \| 7e \| Hannah Walker (cyclisme) \| Royaume-Uni \| Epic Cycles-Scott Contessa \| + 3 s \| \| 8e \| Kaat Hannes \| Belgique \| Topsport Vlaanderen-Pro-Duo \| + 3 s \| \| 9e \| Sofie De Vuyst \| Belgique \| Futurumshop.nl-Zannata \| + 3 s \| \| 10e \| Jessie Daams \| Belgique \| Belgique \| + 3 s \| |                          |             |                             |                 |
| |                          |             |                             |                 |
| Source : Cycling Quotient |                          |             |                             |                 |
| Classement général |                          |             |                             |                 |
| Coureur | Coureur                  | Pays        | Équipe                      | Temps           |
| 1re | Maaike Polspoel          | Belgique    | Belgique                    | 2 h 45 min 30 s |
| 2e | Amy Cure                 | Australie   | Lotto Belisol Ladies        | + 1 s           |
| 3e | Liesbet De Vocht         | Belgique    | Lotto Belisol Ladies        | + 3 s           |
| 4e | Lotta Lepistö            | Finlande    | Bigla                       | + 3 s           |
| 5e | Daniela Gaß              | Allemagne   | Autoglas Wetteren           | + 3 s           |
| 6e | Martina Zwick            | Allemagne   | Bigla                       | + 3 s           |
| 7e | Hannah Walker (cyclisme) | Royaume-Uni | Epic Cycles-Scott Contessa  | + 3 s           |
| 8e | Kaat Hannes              | Belgique    | Topsport Vlaanderen-Pro-Duo | + 3 s           |
| 9e | Sofie De Vuyst           | Belgique    | Futurumshop.nl-Zannata      | + 3 s           |
| 10e | Jessie Daams             | Belgique    | Belgique                    | + 3 s           |

### Points UCI
| Position           | 1er | 2e | 3e | 4e | 5e | 6e | 7e | 8e | 9e | 10e |
| Classement général | 40  | 30 | 16 | 12 | 10 | 8  | 6  | 3  | 2  | 1   |